# Landolphia incerta
Landolphia incerta är en oleanderväxtart som först beskrevs av Karl Moritz Schumann, och fick sitt nu gällande namn av J.G.M. Persoon. Landolphia incerta ingår i släktet Landolphia och familjen oleanderväxter. Inga underarter finns listade i Catalogue of Life.